# Richard Reich
Richard Reich (* 4. September 1927 in Oberuzwil; † 22. Februar 1991 bei Bern) war ein Schweizer Journalist und Wirtschaftspolitiker (FDP); sein Pseudonym war Spectator.

## Leben

### Familie
Richard Reich war der Sohn von Johannes Reich, Landwirt, Heimleiter eines Bürgerheims und St. Galler Grossrat, und dessen Ehefrau Lisette (geb. Brunner). Ab dem 11. Februar 1952 war er mit Annemarie, der Tochter von Adolf Lempen († 1974), verheiratet. Nach der Hochzeit zog er gemeinsam mit seiner Ehefrau von Hemberg nach Bächlen bei Diemtigen um, weil seine Frau dort die Leitung einer Gesamtschule übernahm. 1964 zog die Familie nach Maur um. Richard Reich verstarb während der Bahnfahrt von Bern nach Zürich an einem Herzversagen.

### Werdegang
Richard Reich besuchte die Kantonsschule St. Gallen. Er immatrikulierte sich zu einem Germanistik- und Geschichtsstudium an der Universität Zürich und später an der Universität Tübingen; er beendete das Studium ohne Abschluss.
Er war anfangs als Journalist tätig, bevor er von 1959 bis 1971 Redaktor der Schweizer Monatshefte wurde, die Fritz Rieter-Wieland herausgab. Ab 1961 verfasste er unter dem Pseudonym Spectator die Kolumne Innenpolitische Rundschau, die zunächst alle zwei Monate, später monatlich erschien. 1962 wurde er in den Vorstand der Gesellschaft Schweizer Monatshefte gewählt und war anfangs Vizepräsident und ab 1982 Präsident der Schweizer Monatshefte; seine Kommentare zur schweizerischen Politik setzte er nun unter seinem Namen fort. Seine Beiträge behandelten oft Fragen der Finanzpolitik; daneben kamen häufig Parlamentsfragen, Fragen des Regierungssystems, der politischen Parteien, der Wahlen, der direkten Demokratie und der europäischen Integration zur Sprache.
1963 trat er als externer Mitarbeiter in die Inlandredaktion der Neuen Zürcher Zeitung, für die er bereits in der Vergangenheit Beiträge geschrieben hatte, und wurde dort 1966 verantwortlicher Redaktor
In den 1960er Jahren begründete er im Verlag Paul Haupt die zwei Schriftenreihen Staat und Politik, die für kürzere Abhandlungen bestimmt war, und die Reihe Res publica helvetica, in der grössere Arbeiten aus dem Gebiet der Politischen Wissenschaft veröffentlicht wurden. Unter anderem schrieb er auch Beiträge in der Politischen Rundschau, einer Zeitschrift der Freisinnig-Demokratischen Partei der Schweiz. Er konzipierte 1969 für die Schweizer Monatshefte das Schwerpunktheft Zur Lage der Sozialwissenschaften, das er mit dem Essay Wieviel Soziologie braucht die Gesellschaft? einleitete.
In den 1970er Jahren gehörte er der Kommission Furgler (siehe Kurt Furgler) an, die als Expertenkommission für die Vorbereitung der Totalrevision der Bundesverfassung zuständig war.
1971 verliess er die Redaktion der Neuen Zürcher Zeitung und übernahm als Direktor die Leitung der Gesellschaft zur Förderung der schweizerischen Wirtschaft (siehe Economiesuisse). Ende 1989 trat er von diesem Amt zurück. und gründete eine eigene Beratungsfirma für Wirtschafts- und Finanzfragen. Nach seinem Rücktritt als Direktor folgte ihm Matthias Kummer (* 1946).
Er wurde 1986 zum Mitglied des Verwaltungsrats der PTT gewählt. Ihm folgte 1987 Franz Steinegger, nachdem Richard Reich wegen seiner Mitgliedschaft in der Finanzkommission des Nationalrates auf die Annahme des Verwaltungsratsmandates verzichtet hatte.

### Politisches und gesellschaftliches Wirken
Richard Reich betätigte sich bereits früh im Jugendparlament und in der jungliberalen Bewegung. In den 1960er Jahren begann sein Interesse an der Politischen Wissenschaft, die damals an den schweizerischen Hochschulen in ihren ersten Anfängen stand. Er beschäftigte sich vorwiegend mit Wirtschaftspolitik und -förderung sowie ordnungspolitischen Grundsatzfragen und verfasste verschiedene Schriften zur schweizerischen Politik und zum Freisinn.
Er war von 1961 bis 1964 FDP-Gemeinderat in Diemtigen und von 1971 bis 1983 Zürcher Kantonsrat sowie, als Nachfolger von Rudolf Friedrich, vom 31. Oktober 1983 bis zu seinem Tod FDP-Nationalrat. Im Kantonsrat war er Präsident der Finanzkommission und als Nationalrat 1989 Präsident der Finanzdelegation der Bundesversammlung; ihm folgte in diesem Amt am 1. Januar 1990 Yvette Jaggi. Im Nationalrat folgte ihm Trix Heberlein. 1965 wurde er in die Bezirksschulpflege Uster gewählt.
Er hatte ab 1967 den Vorsitz in der Spezialkommission zur Behandlung der Totalrevision der Bundesverfassung der FDP; im gleichen Jahr hatte er den Vorsitz im Ausschuss für Staats- und Kulturpolitik der FDP.
Als Nachfolger von Max Korthals († 2003) wurde er, nach dessen Rücktritt, 1968 Präsident der Freisinnig-demokratischen Partei des Bezirkes Uster. Er hatte 1970 den Vorsitz im Ausschuss für Staats- und Kulturpolitik der FDP.
1972 wurde er Präsident der neu gegründeten Interessengemeinschaft öffentlicher Verkehr Zürich, die sich als Sammelbecken für kurz- und längerfristige Ideen verstand, mit denen dem öffentlichen Verkehr Attraktivitätsvorteile verschafft werden könnten.
Er hatte seit 1973 den Vorsitz der Gustav-Zollinger-Stiftung, die sich mit dem Wohnproblem älterer Menschen in Maur beschäftigte, nachdem die Gemeinde die Schenkung eines Landstücks im Wert von 2,2 Millionen Franken durch Gustav Zollinger (1899–1976) erhalten hatte.
1974 präsidierte er im Kantonsrat die vorberatende Kommission für die Gestaltung der Einkommenssteuertarife und wurde 1981 zum Mitglied der kantonsrätlichen Steuergesetzkommission gewählt.
Er war 1977 Geschäftsführer des Komitees für einen sparsamen Bundeshaushalt, dessen Präsident der Aargauer Nationalrat Hans Letsch war.
1978 wurde er Vizepräsident im Leitenden Ausschuss des 1968 gegründeten Forum Helveticum; im selben Jahr brachte er sich auch politisch in der Gemeinde seines Walliser Urlaubsortes Törbel ein, und er wurde zum Vizepräsidenten der freisinnig-demokratischen Kantonsratsfraktion gewählt.
Er wurde 1982 zum Präsidenten der Freisinnig-Demokratischen Partei des Kantons Zürich gewählt und folgte damit dem zurückgetretenen Hans Georg Lüchinger; 1983 war er Präsident des geschäftsführenden Ausschusses des Vorstands der Partei. Nach seinem Rücktritt als Parteipräsident der FDP des Kantons Zürichs folgte ihm 1986 Oscar Fritschi, er blieb jedoch Mitglied des Parteivorstands.
1984 stimmte er gegen den Beitritt der Schweiz in die UNO ab.
Er war 1986 Präsident des Organisationskomitees, das den 27. Internationalen Wirtschaftsfilm- und Videokongress zum zweiten Mal in der Schweiz in Zürich organisierte. Im selben Jahr setzte er sich für eine Änderung des Stiftungsvertrages von 1911 der Zentralbibliothek Zürich ein und war als Co-Präsident Mitglied des überparteilichen Komitees für dessen Abstimmung.
1989 sprach er sich, während der Diskussion Schweiz ohne Armee, für eine Beibehaltung der Schweizer Streitkräfte aus.

## Ehrungen und Auszeichnungen
- 2000: Zürcher Journalistenpreis

## Mitgliedschaften
Richard Reich wurde 1965 in den Vorstand der Schweizerischen Vereinigung für politische Wissenschaft gewählt, der er kurz nach der Gründung 1959 beigetreten war; 1970 wurde er Vizepräsident, und von 1972 bis 1974 war er deren Präsident.
1965 wurde er in den Stiftungsausschuss der Pestalozzi-Stiftung für die Förderung der Ausbildung Jugendlicher aus schweierischen Berggegenden gewählt.
Von 1982 bis 1986 war er Präsident der FDP des Kantons Zürich.
Er gehörte der Liberalen Weltunion an, übte dort das Amt des Vizepräsidenten aus und wurde 1987 Ehrenmitglied; daneben bestand noch eine Mitgliedschaft im Stiftungsrat der Wilhelm-Schulthess-Stiftung.
1971 hatte er den Vorsitz des Ständigen Ausschusses für Staats- und Kulturpolitik der Freisinnig-demokratischen Partei der Schweiz und war im selben Jahr auch Vizepräsident der Liberalen Weltunion.
Er trat 1971 von seinem Amt im Vorstand des Zürcher Pressevereins zurück.
1977 wurde er Mitglied des Komitees gegen staatliche Wohnungsbewirtschaftung sowie des Komitees für vernünftige Steuerpolitik und im darauffolgenden Jahr des Kantonalzürcherischen Komitees für bewährtes Mieterrecht sowie im Zürcher Komitee für vernünftige Sparmassnahmen.
Er war 1982 erneut Vizepräsident der Liberalen Union.
Er gehörte 1982 dem Komitee für ein vernünftiges Personalgesetz, dem Aktionskomitee Pro Eigentumsförderung, dem Komitee gegen staatliche Zwangswirtschaft und der Volksinitiative auf Wiedereinführung der Preisüberwachung an.
1984 war er Mitglied des Zürcher Komitees gegen die Dienstverweigerer-Initiative und des Komitees Ja zu Aufgabenteilung und Lastenausgleich; 1987 gehörte er dem Kantonalzürcher Aktionskomitee gegen doppeldeutige Abstimmungsverfahren als Präsident an.
Er wurde 1989 Präsident der neu gegründeten Sponsorenvereinigung Grasshopper Business Club des Grasshopper-Clubs Zürich; nach seinem Tod folgte ihm René Hüssy als Präsident.
1990 gehörte er dem Zürcher Aktionskomitee gegen die beiden Atominitiativen sowie dem Komitee gegen Verlängerung der Ausbildungsdauer für Mittelschüler und Studenten an.

## Veröffentlichungen (Auswahl)
- Die freie Welt im Kalten Krieg. In: Neue Zürcher Zeitung. 17. September 1955, S. 17 (Digitalisat).
- Lenins Weg zur Alleinherrschaft. In: Neue Zürcher Zeitung. 8. Januar 1956, S. 21 (Digitalisat).
- Der politische Auftrag des Protestantismus in Europa. In: Neue Zürcher Zeitung. 10. März 1957, S. 9 (Digitalisat).
- Europäischer Kulturpessimismus und westlicher Zukunftsglaube. In: Neue Zürcher Zeitung. 15. September 1957, S. 13 (Digitalisat).
- Europa - Besinnung und Hoffnung. In: Neue Zürcher Zeitung. 7. Dezember 1957, S. 25–26 (Digitalisat).
- Die atlantische Gemeinschaft – eine europäische Schicksalsfrage. In: Neue Zürcher Zeitung. 6. April 1958, S. 21 (Digitalisat).
- Die Idee der Ordnung. In: Neue Zürcher Zeitung. 21. Dezember 1958, S. 21 (Digitalisat).
- Fehlentwicklungen der Demokratie. In: Neue Zürcher Zeitung. 21. März 1959, S. 25–26 (Digitalisat).
- Der konservative Gedanke. In: Neue Zürcher Zeitung. 7. Juni 1959, S. 21–22 (Digitalisat).
- Politische Führung und öffentliche Meinung. In: Neue Zürcher Zeitung. 18. Oktober 1959, S. 25–26 (Digitalisat).
- Vom nationalen zum europäischen Mythos? In: Neue Zürcher Zeitung. 13. November 1960, S. 25 (Digitalisat).
- Diskussion um den Parteienstaat. In: Neue Zürcher Zeitung. 29. April 1962, S. 25 (Digitalisat).
- Stiefkinder der Hochkonjunktur. In: Thuner Tagblatt. 10. Mai 1962, S. 3 (Digitalisat).
- Bildungsideal und Schule in der industriellen Gesellschaft. In: Neue Zürcher Zeitung. 7. Juli 1962, S. 21–22 (Digitalisat).
- Europa in den Augen der andern. In: Neue Zürcher Zeitung. 20. Juli 1962, S. 9–10 (Digitalisat).
- Perspektiven des schweizerischen Geisteslebens. In Neue Zürcher Zeitung. 14. Dezember 1962, S. 21 (Digitalisat).
- Ideologie und Macht in der Sowjetpolitik. In: Neue Zürcher Zeitung. 20. Januar 1963, S. 13 (Digitalisat).
- Das Osteuropa-Institut an der Universität Freiburg. In: Freiburger Nachrichten. 1. März 1963, S. 5 (Digitalisat).
- Die staatliche Ordnung – Ein Hort der Menschlichkeit. In: Thuner Tagblatt. 15. Oktober 1963. S. 3 (Digitalisat).
- Die kommunistische Gesellschaft und der freie Mensch. In: Schweizer Monatshefte. Band 43, Heft 9, 1963–1964, S. 921–936 (Digitalisat).
- Gefährdetes Gespräch. In: Neue Zürcher Zeitung. 18. April 1964, S. 29 (Digitalisat).
- Menschliche Freiheit und politische Ordnung in der Staatsphilosophie Hans Barths. In: Neue Zürcher Zeitung. 13. November 1964, S. 29 (Digitalisat).
- Menschliche Freiheit und politische Ordnung in der Staatsphilosophie Hans Barths (Schluss). In: Neue Zürcher Zeitung. 13. November 1964, S. 25 (Digitalisat).
- Humanität und politische Verantwortung. Zum 60. Geburtstag von Hans Barth. Rentsch, Erlenbach-Zürich 1964.
- Der Ruf nach einer Oppositionspartei. In: Thuner Tagblatt. 20. Mai 1965, S. 4 (Digitalisat).
- Entwicklungstendenzen der öffentlichen Meinung. In: Neue Zürcher Zeitung. 6. November 1965, S. 25–26 (Digitalisat) und Ergänzungen von Edmond Tondeur. In: Neue Zürcher Zeitung. 10. November 1965, S. 17 (Digitalisat).
- Loyalität gegenüber der Gemeinschaft. In: Thuner Tagblatt. 9. Dezember 1965, S. 5 (Digitalisat).
- Erziehung zum Konsens – ein Kernproblem der Staatsbürgerkunde. In: Neue Zürcher Zeitung. 24. Dezember 1965, S. 13–14 (Digitalisat).
- Gedenkblatt für Hans Barth. In: Schweizer Monatshefte. Band 45, Heft 1, 1965–1966, S. 63–64 (Digitalisat).
- Strukturwandel der öffentlichen Meinung. In: Schweizer Monatshefte. Band 45, Heft 8, 1965–1966, S. 756–764 (Digitalisat).
- Gedanken zum 1. August. In: Der Schweizer Arbeitnehmer. 28. Juli 1966, S. 1 (Digitalisat).
- Variationen zum Problem der Macht. In: Neue Zürcher Zeitung. 21. März 1967, S. 25–26 (Digitalisat).
- Ostkontakte: vom öffentlichen Tabu zum politischen Nonvaleur? In: Schweizer Monatshefte. Band 47, Heft 8, 1967–1968, S. 797–801 (Digitalisat).
- Umgang mit dem Fragenkatalog. In: Thuner Tagblatt. 19. Februar 1968. S. 11 (Digitalisat).
- Zur Einführung: wieviel Soziologie braucht die Gesellschaft? In: Schweizer Monatshefte. Band 48, Heft 10, 1968–1969, S. 959–963 (Digitalisat).
- Staatsreform weiter vorantreiben. In: Thuner Tagblatt. 4. Januar 1969, S. 1 (Digitalisat).
- Image und Stellenwert der schweizerischen Parteien in der heutigen Politik. In: Schweizerisches Jahrbuch für Politische Wissenschaft. Band 9, 1969. S. 7–20 (Digitalisat).
- Meritokratie in der Politik? In: Schweizer Monatshefte. Band 49, Heft 11, 1969–1970, S. 1011–1019 (Digitalisat).
- Gibt es ein schweizerisches «Establishment»? In: Thuner Tagblatt. 15. April 1970, S. 7 (Digitalisat).
- Soziologie zwischen Politik und Wissenschaft. In: Der Bund. 6. September 1970, S. 4 (Digitalisat).
- Deutsche Schweiz: Tiefgreifender Strukturwandel. In: Schweizer Monatshefte. Band 50, Heft 4, 1970–1971. S. 293–299 (Digitalisat).
- Finanzpolitische Struktur – das Hauptproblem. In: Der Bund. 28. Juni 1972, S. 3 (Digitalisat).
- Ein Verfassungsartikel — vier Meinungen. In: Der Bund. 19. Juni 1973, S. 3 (Digitalisat).
- Mut zur Gestaltung der Zukunft. In: Thuner Tagblatt. 17. September 1973, S. 4 (Digitalisat).
- Steuerpolitik auf dem Boden der Realität. In: Neue Zürcher Zeitung. 27. Juni 1974. S. 18 (Digitalisat).
- Zum sechzigsten Geburtstag von Erich Gruner. In: Neue Zürcher Zeitung. 4. Januar 1975, S. 30 (Digitalisat).
- mit Beat Junker, Peter Gilg (Hrsg.): Geschichte und politische Wissenschaft. Festschrift für Erich Gruner zum 60. Geburtstag. Francke, Bern 1975.
- Es geht auch um die Kantone. In: Neue Zürcher Zeitung. 3. Juni 1977, S. 35 (Digitalisat).
- Finanzpolitische Strukturreform wäre dringend. In: Neue Zürcher Zeitung. 15. Juli 1977, S. 6 (Digitalisat).
- Finanzpolitische Strukturreform — ein dringendes Gebot auch für den Kanton Zürich. In: Neue Zürcher Zeitung. 30. Juli 1977, S. 33 (Digitalisat).
- Der politische Stellenwert des kantonalen Sparpakets. In: Neue Zürcher Zeitung. 29. November 1977, S. 47 (Digitalisat).
- Die neue Offenheit. In: Schweizer Monatshefte. Band 58, Heft 7, 1978. S. 503–511 (Digitalisat).
- Bessere Grundlagen für eine gute Finanzpolitik. In: Neue Zürcher Zeitung. 27. März 1979, S. 49 (Digitalisat).
- «Krisenbekämpfung» als Versuch zur Systemveränderung: Die POCH-Initiative «Zum Schutze vor Krisenfolgen». In: Neue Zürcher Zeitung. 17. Mai 1979, S. 45 (Digitalisat).
- Für aktive Politik der klaren Prioritäten. In: Neue Zürcher Zeitung. 16. Juli 1979, S. 17 (Digitalisat).
- Die finanzpolitische Bedeutung des neuen Haushaltsgesetzes. In: Neue Zürcher Zeitung. 24. August 1979, S. 49 (Digitalisat).
- Wie stark ist das Parlament? In: Der Schweizer Arbeitnehmer. 19. September 1979, S. 1 (Digitalisat).
- Klare Marschroute für die Revision des Steuergesetzes. In: Neue Zürcher Zeitung. 10. Oktober 1979, S. 45 (Digitalisat).
- mit Max Frenkel: Einheit aus der Vielheit – Föderalismus heute. In: Neue Zürcher Zeitung. 29. Dezember 1979, S. 24 (Digitalisat).
- Gibt es noch eine bürgerliche Politik in der Schweiz? In: Schweizer Monatshefte. Band 59, Heft 10, 1979, S. 813–820 (Digitalisat).
- Die Schweiz an der Schwelle der achtziger Jahre (Teil 1). In: Der Schweizer Arbeitnehmer. 17. April 1980, S. 1–2 (Digitalisat).
- Die Schweiz an der Schwelle der achtziger Jahre (Teil 2). In: Der Schweizer Arbeitnehmer. 1. Mai 1980, S. 1–2 (Digitalisat).
- Dem Strassendruck mit Festigkeit begegnen. In: Neue Zürcher Nachrichten. 27. September 1980, S. 14 (Digitalisat).
- Finanzpolitik in der Sackgasse? In: Schweizer Monatshefte. Band 60, Heft 11, 1980. S. 907–916 (Digitalisat).
- Zum 70. Geburtstag von alt Regierungsrat Albert Mossdorf. In: Neue Zürcher Nachrichten. 28. Juli 1981, S. 6 (Digitalisat).
- Totalrevision ohne Führungsverantwortung? In: Neue Zürcher Zeitung. 14. April 1982. S. 32 (Digitalisat).
- Der Freisinn und die Herausforderung der achtziger Jahre. In: Neue Zürcher Zeitung. 15. Mai 1982, S. 49 (Digitalisat).
- Entlastung für alle – Ausgewogener Gegenvorschlag zur Revision des Steuergesetzes. In: Neue Zürcher Zeitung. 29. Mai 1982. S. 47–48 (Digitalisat).
- Notwendige finanzpolitische Kurskorrektur. In: Neue Zürcher Zeitung. 26. März 1983, S. 49 (Digitalisat).
- Die Totalrevision zwischen Bundesrat und Parlament. In: Neue Zürcher Zeitung. 26. August 1983, S. 37 (Digitalisat).
- Haushaltsreform des Bundes als Notwendigkeit. In: Neue Zürcher Zeitung. 3. September 1983, S. 21 (Digitalisat).
- Unsere wirtschaftliche Zukunft auch eine Frage des Muts und des Willens. In: Der Schweizer Arbeitnehmer. 29. September 1983. S. 1 (Digitalisat).
- Anatomie eines Volksentscheids. In: Schweizer Monatshefte. Band 63, Heft 1, 1983, S. 41–47 (Digitalisat).
- Variationen zum Thema Sprache und Politik. In: Schweizer Monatshefte. Band 63, Heft 5, 1983, S. 399–404 (Digitalisat).
- Wie lebendig ist der Liberalismus? In: Schweizer Monatshefte. Band 63, Heft 10, 1983, S. 807–812 (Digitalisat).
- Gedenkblatt für Willi Ritschard. In: Schweizer Monatshefte. Band 63, Heft 12, 1983, S. 993–995 (Digitalisat).
- Schwierigkeiten mit der Aussenpolitik. In: Neue Zürcher Zeitung. 2. April 1984, S. 14 (Digitalisat).
- Gegen die falschen Alternativen: Manès Sperber, zum Tod eines grossen Europäers. In: Schweizer Monatshefte. Band 64, Heft 4, 1984, S. 293–297 (Digitalisat).
- Zuversicht trotz Pendenzen. In: Der Murtenbieter. 31. Dezember 1985, S. 1 (Digitalisat).
- Impulse aus dem Schock des Wahlfrühlings. In: Neue Zürcher Zeitung. 27. März 1986, S. 49–50 (Digitalisat).
- Der Donnerstag-Club — typisch GC? In: Neue Zürcher Zeitung. 18. August 1986, S. 53 (Digitalisat).
- Nicaragua und die Folgen. In: Der Murtenbieter. 1. Oktober 1986, S. 9 (Digitalisat).
- Gedenkblatt für Friedrich Traugott Wahlen. In: Schweizer Monatshefte. Band 66, Heft 1, 1986, S. 19–23 (Digitalisat).
- Hat die Sozialpartnerschaft eine Zukunft? In: Der Schweizer Arbeitnehmer. 18. Juni 1987, S. 1–2 (Digitalisat).
- Der steinige Weg zur neuen Bundesfinanzordnung. In: Neue Zürcher Zeitung. 2. Oktober 1987, S. 23 (Digitalisat).
- Vor einem finanzpolitischen Aufbruch in die Sackgasse? In: Neue Zürcher Zeitung. 3. November 1987, S. 22 (Digitalisat).
- Gedenkblatt für Fritz Rieter. In: Schweizer Monatshefte. Band 67, Heft 10, 1987. S. 803–804 (Digitalisat).
- Legislaturziele als finanzpolitische Provokation. In: Neue Zürcher Zeitung. 5. Februar 1988, S. 18 (Digitalisat).
- Problematische Energieabgabe. In: Neue Zürcher Zeitung. 12. April 1988, S. 23 (Digitalisat).
- Der Ausbau der EG eine Gefahr für die Schweiz? In: Der Schweizer Arbeitnehmer. 2. Juni 1988, S. 1 (Digitalisat).
- Der Thatcherismus und die Schweiz. In: Schweizer Monatshefte. Band 68, Heft 1, 1988, S. 33–38 (Digitalisat).
- Finanzreform — Kampf um das politisch Machbare. In: Neue Zürcher Zeitung. 2. Februar 1989, S. 23 (Digitalisat).
- Durchmarsch zur Mehrwertsteuer? In: Neue Zürcher Zeitung. 18. April 1989, S. 23 (Digitalisat).
- Variationen zum Thema Führung. In: Schweizer Monatshefte. Band 69, Heft 12, 1989, S. 999–1005 (Digitalisat).
- Rahmenbedingungen unserer Energiepolitik. In: Neue Zürcher Zeitung. 13. September 1990, S. 23 (Digitalisat).
- Die neue Finanzordnung – ein Hochseilakt ohne Netz. In: Neue Zürcher Zeitung. 23. November 1990, S. 23 (Digitalisat).
- Die neue Finanzordnung – Eine Belastungsprobe für Parlament und Volk. In: Der Murtenbieter. 28. November 1990, S. 1 (Digitalisat).
- Augenschein in Dresden. In: Schweizer Monatshefte. Band 70, Heft 2, 1990, S. 129–138 (Digitalisat).